# نیوولت
نیوولت (به هلندی: Nieuwvliet) یک منطقهٔ مسکونی در هلند است که در اسلایس واقع شده‌است. نیوولت ۴۵۴ نفر جمعیت دارد.